# Oorlog en vrede (1914)
Oorlog en vrede (1914) - Erfelijk belast is een Nederlandse stomme film uit 1918, en maakt deel uit van een trilogie. Andere titels voor deze film zijn Mijlpalen en De zonden der Vaderen.
De film vertelt over de Eerste Wereldoorlog, met daarin een fictief verwerkt verhaal. Centraal staat de liefdesrelatie tussen hoofdpersonen Anny en Jean en de gebeurtenissen van 1914 tot begin 1916.
Van het eerste deel bestaan tegenwoordig nog maar enkele scènes, bewaard in het Filmmuseum.

## Rolverdeling
o.a.
| Acteur          | Personage    |
| --------------- | ------------ |
| Annie Bos       | Anny Godard  |
| Adelqui Migliar | Jean Laurent |